# Дорчестер Таун
ФК «Дорчестер Таун» (англ. Dorchester Town Football Club) — англійський футбольний клуб з міста Дорчестер, заснований у 1880 році. Виступає в Південній футбольній лізі. Домашні матчі приймає на стадіоні «Авеню Стедіум», потужністю 5 229 глядачів.